# Zvole (Olomouc)
Zvole é uma comuna checa localizada na região de Olomouc, distrito de Šumperk.